# 华民护卫司署
华民护卫司署 （Chinese Protectorate）是指在海峡殖民地时期由殖民政府于1877年成立的、管理华人社区事务的部门。护卫司由欧籍人士之中熟识中国方言者担任，第一任华民护卫司为瓦尔打·亚历山大·必麒麟，华人通称为必麒麟。设立的初衷名义上是为保卫南来的华侨，实则是管治华人社会活动。